# Drinklingen
Drinklingen (luxemburgisch Drénkeltⓘ, französisch Drinklange) ist eine Ortschaft in der Gemeinde Ulflingen, Kanton Clerf im Großherzogtum Luxemburg.

## Lage
Drinklingen liegt zwischen Ulflingen und Wilwerdingen. Durch den Ort verläuft die Nationalstraße 12.

## Allgemeines
Drinklingen ist ein ländlich geprägter Ort. Das kleine Dorf wurde um 1850 durch die Bebauung der heutigen N12 deutlich erweitert.